# Ярок (Тамбовская область)
Ярок — село в Мичуринском районе Тамбовской области России. 
Входит в Староказинский сельсовет.

## География
Расположено на реке Воронеж, в 27 км к западу от райцентра Мичуринска.
В 1 км к востоку находится центр сельсовета, село Старая Казинка. 
В 1 км к западу размещается село Кривец Добровского района соседней Липецкой области.

## Население
| 1989 | 2002 | 2010 |
| ---- | ---- | ---- |
| 596  | ↘502 | ↘435 |

Согласно результатам переписи 2002 года, в национальной структуре населения русские составляли 98 % от жителей.